# Pangrapta macariana
Pangrapta macariana là một loài bướm đêm trong họ Erebidae.